# Trichopelma venadense
Espèce
Synonymes
- Psalistops venadensis Valerio, 1986

Trichopelma venadense est une espèce d'araignées mygalomorphes de la famille des Barychelidae.

## Distribution
Cette espèce est endémique du Costa Rica. Elle se rencontre dans le canton de San Carlos.

## Description
La carapace de la femelle holotype mesure 6,3 mm et l'abdomen 8,0 mm.

## Systématique et taxinomie
Cette espèce a été décrite sous le protonyme Psalistops venadensis par Valerio en 1986. Elle est placée dans le genre Trichopelma par Mori et Bertani en 2020 qui dans le même temps placent Psalistops maculosa en synonymie.

## Étymologie
Son nom d'espèce, composé de venad[o] et du suffixe latin -ensis, « qui vit dans, qui habite », lui a été donné en référence au lieu de sa découverte, El Venado.

## Publication originale
- Valerio, 1986 : « Mygalomorph spiders in the Barychelidae (Araneae) from Costa Rica. » The Journal of Arachnology, vol. 14, no 1, p. 93-99 (texte intégral).